# Geitodoris tema
Geitodoris tema is een slakkensoort uit de familie van de Discodorididae. De wetenschappelijke naam van de soort is voor het eerst geldig gepubliceerd in 1968 door Edmunds.